# Michele Mazzarino
Michele (al secolo Alessandro) Mazzarino, francesizzato in Michel Mazarin (Pescina, 1º settembre 1605 – Roma, 31 agosto 1648), è stato un cardinale e arcivescovo cattolico italiano.

## Biografia
Fratello minore di Giulio Raimondo, nacque a Pescina il 1º settembre 1605: il suo nome di battesimo era Alessandro, ma assunse il nome religioso di Michele nel 1620, quando entrò tra i domenicani del convento di Santa Maria sopra Minerva.
Formatosi a Bologna, fu docente di teologia e filosofia presso numerose case di formazione domenicane e ricoprì importanti cariche all'interno dell'ordine: eletto padre provinciale per Roma e la Puglia nel 1641; dopo la deposizione di Niccolò Ridolfi, venne quasi eletto maestro generale dei Predicatori nel capitolo generale dell'ordine riunitosi a Genova nel 1642 (la sua candidatura era appoggiata da papa Urbano VIII), ma preferì ritirarsi dalla competizione per evitare divisioni e conflitti interni all'ordine.
Papa Urbano VIII lo nominò maestro del Sacro Palazzo (teologo della casa pontificia) il 3 febbraio del 1643 e papa Innocenzo X il 10 luglio del 1645 lo elesse arcivescovo di Aix-en-Provence (ricevette l'ordine episcopale il 23 luglio successivo): lo innalzò poi al rango di cardinale presbitero di Santa Cecilia nel concistoro del 7 ottobre 1647.
Per intercessione del fratello, ottenne da Luigi XIV la carica di viceré di Catalogna (16 dicembre 1647) ma, per problemi di salute, abbandonò il titolo e si ritirò a Roma, dove si spense il 31 agosto del 1648, all'età di 42 anni: venne sepolto in Santa Maria sopra Minerva.

## Genealogia episcopale
La genealogia episcopale è:
- Cardinale Guillaume d'Estouteville, O.S.B.Clun.
- Papa Sisto IV
- Papa Giulio II
- Cardinale Raffaele Sansone Riario
- Papa Leone X
- Papa Paolo III
- Cardinale Francesco Pisani
- Cardinale Alfonso Gesualdo di Conza
- Papa Clemente VIII
- Cardinale Pietro Aldobrandini
- Cardinale Laudivio Zacchia
- Cardinale Antonio Barberini, O.F.M.Cap.
- Cardinale Fausto Poli
- Cardinale Girolamo Grimaldi-Cavalleroni
- Cardinale Michele Mazzarino, O.P.